# Željana Zovko
Željana Zovko (nacida el 25 de marzo de 1970 en Mostar) es una diplomática y política bosniocroata. Desde 2016 ha sido miembro del Parlamento Europeo por parte de Croacia.

## Biografía
Zovko estudió lengua francesa en la Universidad del Norte de Londres en los 1990s. También tiene un máster en estudios franceses.

### Carrera política y diplomática
Zovko volvió a Bosnia y Herzegovina en 1999 para trabajar como socia de relaciones públicas para el miembro croata de la Presidencia de Bosnia y Herzegovina, Ante Jelavić (del partido Unión Democrática Croata de Bosnia y Herzegovina). Luego fue cabeza de gabinete para el miembro croata de la Presidencia de Bosnia y Herzegovina, Dragan Čović (del mismo partido político) de 2002 hasta abril de 2004.
Čović la nombró embajadora residente de Bosnia y Herzegovina en Francia de abril de 2004 a 2008. Durante ese periodo también fue  embajadora no residente en Argelia, Túnez, Mónaco y Andorra; y representante permanente de Bosnia y Herzegovina ante la UNESCO. Entre 2008 y 2011 fue embajadora residente en España y no residente en Marruecos, y también fue representante ante la Organización Mundial del Turismo
En 2012 Zovko volvió a la política bosniocroata, desempeñándose hasta marzo de 2015 como consejera de asuntos extranjeros para el presidente del Consejo de Ministros de Bosnia y Herzegovina, Vjekoslav Bevanda (del partido HDZ BiH). En el mismo periodo fue secretaria internacional de Bosnia y Herzegovina para el partido de Croacia Unión Democrática Croata.
De mayo de 2015 a octubre de 2016 sirvió como embajadora de Bosnia y Herzegovina en Italia. Y también entre esos años fue representante permanente de Bosnia y Herzegovina ante el Fondo Internacional de Desarrollo Agrícola, la Organización para la Alimentación y la Agricultura, y el Programa Mundial de Alimentos; y embajadora no residente Malta y San Marino.

### Miembro de la Eurocámara por parte de Croacia
En 2016, después de la dimisión de Andrej Plenković y Davor Ivo Stier, quienes se fueron a formar un nuevo gobierno en Croacia, y la negativa de Ivan Tepeš de reemplazar a Stier, Zovko ganó un lugar en la Eurocámara como Miembro del Parlamento Europeo (MEP) por Croacia. Su cambio de lealtad, tras haberse desempeñado como diplomática para Bosnia y Herzegovina, levantó críticas en la prensa. Fue reelegida en las elecciones de 2019 y se unió al Comité de Asuntos Exteriores (AFET), del cual fue nombrada vicepresidenta en octubre de 2020.
En octubre de 2017, Zovko fue jefa de la Misión de Observación Electoral de la Unión Europea (MOE UE) en Nepal durante sus elecciones parlamentarias de 2017. También fue jefa de la MOE UE en Honduras durante sus elecciones generales de noviembre de 2021. Actualmente es una miembro de la Delegación Parlamentaria de Relaciones con Bosnia y Herzegovina, y Kosovo.

## Reconocimientos
- Gran Cruz del Orden de Mérito Militar (España), otorgada por el rey Juan Carlos I (2012).[2]